# 1996-os wimbledoni teniszbajnokság
Az 1996-os wimbledoni teniszbajnokság az év harmadik Grand Slam-tornája, a wimbledoni teniszbajnokság 110. kiadása volt, amelyet június 24–július 7. között rendeztek meg. A férfiaknál a holland Richard Krajicek, nőknél a német Steffi Graf nyert.

## Döntők

### Férfi egyes
Richard Krajicek -  MaliVai Washington 6-3 6-4 6-3

### Női egyes
Steffi Graf -  Arantxa Sánchez Vicario 6-3 7-5

### Férfi páros
Todd Woodbridge /  Mark Woodforde -  Byron Black /  Grant Connell 4-6 6-1 6-3 6-2

### Női páros
Martina Hingis /  Helena Suková -  Meredith McGrath /  Larisa Neiland 5-7 7-5 6-1

### Vegyes páros
Cyril Suk /  Helena Suková -  Mark Woodforde /  Larisa Neiland 1-6 6-3 6-2

## Juniorok

### Fiú egyéni
Uladzimir Valcskov –  Ivan Ljubičić 3–6, 6–2, 6–3

### Lány egyéni
Amélie Mauresmo –  Magüi Serna 4–6, 6–3, 6–4

### Fiú páros
Daniele Bracciali /  Jocelyn Robichaud –  Damien Roberts /  Wesley Whitehouse 6–2, 6–4

### Lány páros
Volha Barabanscsikava /  Amélie Mauresmo –  Lilia Osterloh /  Samantha Reeves 5–7, 6–3, 6–1